# Sarah Gottlieb
Sarah Kristina Gottlieb (født 14. december 1973) er en dansk skuespiller.

## Baggrund
Hendes forældre er Henning Jensen og Ulla Gottlieb. 

## Karriere
Hun er uddannet på Statens Teaterskole og debuterede som det gammelkloge barn i "Vildanden" på Rialto Teater. Hun har været med i få film og tv. Hun blev for alvor kendt da hun spillede ofret i Forbrydelsen II.

## Filmografi
- Grev Axel (2001) – Agnete
- Ekko (2007) – Merete

### Tv-serier
- Forbrydelsen II, afsnit 1 (2009) – Anne Dragsholm
- Borgen, afsnit 2 (2010) - Birgitte Nyborgs sekretær